# Swietenia
Genre
Classification phylogénétique
Swietenia est un genre d'arbre de la famille des Meliaceae communément appelé « Acajou » originaire d'Amérique centrale et d'Amérique du Sud (Sud de la Floride, Caraïbes, Mexique, Amazonie, jusqu'au Sud de la Bolivie).
Le genre doit son nom à Gerard van Swieten, un médecin hollandais.

## Description
Ce sont des arbres de taille moyenne à grande (20 à 45 m de haut et tronc pouvant mesurer 2 m de diamètre).
Les feuilles de 10 à 30 cm de long sont caduques à semi-persistantes, tombant juste avant la pousse des nouvelles feuilles.
Les fleurs blanches poussent en inflorescences.
Le fruit est une capsule en forme de poire mesurant 8 à 20 cm de long et contenant des graines ailées de 5 à 9 cm de long.

## Espèces
- Swietenia humilis - Acajou de la côte pacifique.
- Swietenia macrophylla King - Acajou du Honduras ou Acajou à grandes feuilles, ou Mahogany à grandes feuilles, largement répandu en Amérique centrale et en Amérique du Sud, cultivé comme arbre d'ornement comme à Hawaii et pour son bois de qualité, mais au grain un peu moins fin que celui de Swietenia mahagoni.
- Swietenia mahagoni (L.) Jacq. - Acajou des Antilles ou Mahogany à petites feuilles, largement cultivé dans les Antilles pour son bois, et comme arbre d'ornement dans le sud de la Floride où il est également indigène[1].

Ces trois espèces sont mal définies d'un point de vue biologique car elles s'hybrident facilement.

### Utilisation
Le genre est bien connu pour son bois, connu sous le nom d'« acajou », qui à l'origine provenait surtout de l'espèce Swietenia mahagoni, l'espèce des Caraïbes qui a aujourd'hui quasiment disparu sous forme d'arbre et survit principalement comme arbuste. Aujourd'hui, la majorité de ce qu'on appelle acajou provient du Swietenia macrophylla.
Il existe un bois comparable du genre Khaya, vendu sous le nom d'« Acajou africain ».
Les fruits du Swietenia macrophylla sont appelés Sky fruit (fruits du ciel), car ils pointent vers le ciel. L'extrait de Sky fruit concentré est vendu comme produit naturel censé améliorer la circulation sanguine, la qualité de la peau et les problèmes d'érection.

### CITES
Toutes les espèces de Swietenia apparaissent sur la liste des espèces en danger de la CITES depuis 2002. Le transport de bois de Swietenia est normalement réglementé mais ces réglementations ne sont pas appliquées. Des organisations gouvernementales telles que Greenpeace, les Amis de la Terre, le WWF et Rainforest Action Network ont focalisé leurs actions sur le Swietenia pour démontrer l'existence d'un trafic illégal de bois, particulièrement depuis le Brésil.